# Leblon

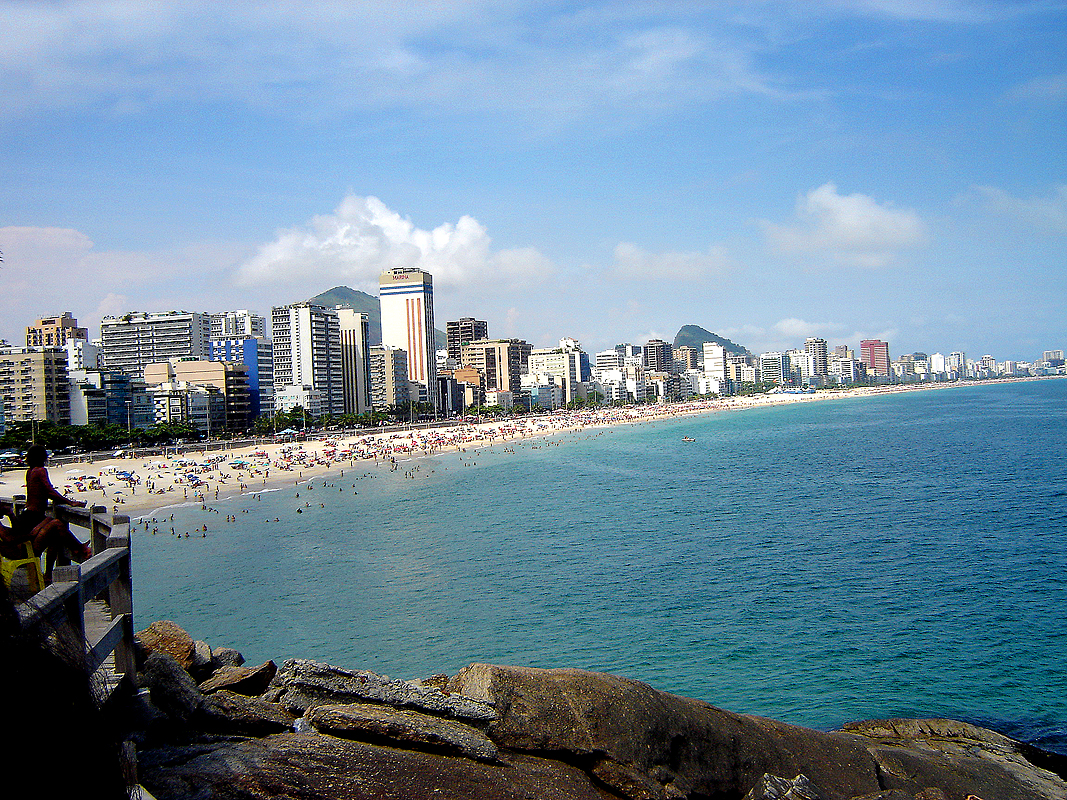
Leblon amb Ipanema al fons

Leblon és un barri de la zona sud de la ciutat de Rio de Janeiro, localitzat en la franja de terra entre la Llacuna Rodrigo de Freitas i l'oceà Atlàntic, al costat del Morro Dois Irmaos. El barri fa frontera amb Ipanema, la Llacuna, Gávea i Vidigal.
El barri és eminentment de classe alta, incloent alguns dels noms més tradicionals de l'elit i del jet set carioca. És un dels barris turístics per excel·lència, juntament amb Ipanema i Copacabana.
Alguns dels carrers més tradicionals són l'Avinguda Delfim Moreira, Avinguda Ataulfo de Paiva, Carrer Regna Guilhermina, Avinguda Bartolomeu Mitre i Avinguda Afrânio de Mello Franco.
El barri té el metre quadrat més car del país en mitjana, costant R$12 mil. En les àrees pròximes a la platja, no obstant això, aquest valor pot arribar a$ R 20 mil. En el barri també està localitzada a Cruzada Sao Sebastião, un conjunt d'habitatges que va rebre habitants de les extintes faveles de la Praia do Pinto i de la Catacumba. Leblon és conegut per la seva vida nocturna agitada amb molts bars, restaurants, discoteques i fins a una llibreria 24 hores.

## Història
El primer registre escrit sobre l'actual regió ocupada pel barri és un mapa fet per exploradores francesos el 1558. En el mapa, la regió coincideix amb el llogaret tamoia de Kariané. En aquell mateix segle, després de la victòria dels portuguesos sobre els francesos en el conflicte de França Antártica, el governador portuguès Antônio Salema va escampar robes infectades amb el virus de la verola en les mates dels marges de la Lagoa Rodrigo de Freitas, amb el propòsit de exterminar els indis tamoios que habitaven la regió i poder, així, establir engenhos de canya de sucre. El 1603, Antônio Pacheco Calheiros va obtenir la possessió per emfiteusi (préstec) de la regió, anomenada en l'època "Costa Brava" o "Platja Brava". El 1606, la possessió de les terres va ser passada a Afonso Fernandes.
El 1609, va ser passada a Martim de Sá, governador de Rio. El 1610, va ser passada a Sebastião Fagundes Varela, que va utilitzar la regió com a lloc de pas per al seu bestiar i per la retirada de fusta, que movien l'Engenho de Nossa Senhora da Conceição da Lagoa. El 1808, Joan VI ho va expropiar i cedir a Aldonsa da Silva Rosa. El portuguès Manoel dos Santos Passos les va comprar en 1810 i les va passar en testament al nebot Antônio da Costa Passos. Després de la seva mort, el terreny va passar als nebots Francisco de la Silva Melo i Francisco Nascimiento de Almeida Gonzaga. Bernardino José Ribeiro les va comprar en 1844 i les va vendre l'any següent a l'empresari francès Carlos Leblon, que va muntar, en la zona, una empresa de pesca de balenes. A l'època, les balenes, en especial els catxalots, eren molt importants en l'economia, ja que subministraven oli per la construcció civil i en l'enllumenat públic. En aquest període, les terres de Leblon van passar a ser conegudes com a Campo do Leblon. A partir de 1854, amb la implantació de la il·luminació a gas pel Baró de Mauá, el negoci de pesca de balenes va entrar en decadència i Leblon va vendre el seu terreny a l'empresari Francisco Fialho.
El 1878, Fialho va vendre les seves terres a diversos compradors, entre els quals el portuguès José de Seixas Magalhães (o José de Guimarães Seixas), que era simpatitzant del moviment per l'abolició de l'esclavitud i que va utilitzar les terres per a acollir esclaus fugitius en l'anomenat quilombo do Leblon. En l'inici del segle xx, la Companhia Constructora Ipanema va adquirir els terrenys, els va dividir en petits lots amb carrers oficials i, el 26 de juliol de 1919, va començar a vendre'ls a particulars, ja amb el nom de "Leblon". El 1920, l'alcalde Carlos Sampaio va construir els canals del Jardim de Alá i de l'Avinguda Visconde de Albuquerque.
El 1969, després d'un incendi, la favela de la Praia do Pinto, que acollia 15.000 habitants i es localitzava en el cor del barri, estenent-se fins als marges de la llacuna Rodrigo de Freitas, va ser destruïda per les autoritats del govern militar i del govern de l'estat de la Guanabara i va traslladar els seus habitants a conjunts habitacionals a Cordovil, Cidade de Deus i Cruzada Sao Sebastião i per a refugis de la Fundació Lleó XIII.